# The Complete Capitol Collection
The Complete Capitol Collection é uma coletânea musical da cantora e atriz estadunidense Liza Minnelli. A antologia foi lançada pela gravadora DRG Records em 2006, e traz canções advindas de seuos fonogramas de Minnelli lançados pela gravadora Capitol Records. A lista de faixas reúne três álbuns de estúdio na integra, na ordem original.
Em 23 de novembro de 2013, o crítico da revista Playbill, Ben Rimalower, incluiu The Complete Capitol Collection na lista dos doze melhores álbuns da carreira de Liza Minnelli.

## Antecedentes
As primeiras gravações fonográficas de Minnelli ocorreram quando ela era ainda uma adolescente. Com apenas 17 anos, ela tinha estrelado a peça Off-Broadway Best Foot Forward, para qual chegou a gravar canções da trilha sonora. A publicidade gerada por suas habilidades vocais e de interpretação a conduziu a aparições na TV e na gravação de um single, "You Are For Loving".
Com o relativo sucesso, a Capitol Records assinou um contrato com ela e aos poucos foi lançando singles e mais tarde três álbuns de estúdio, a saber: Liza! Liza! (1964), It Amazes Me (1965) e There Is A Time (1966). Apesar de serem bem recebidos pela crítica especializada, apenas o primeiro obteve bom desempenho comercial, sendo o único a aparecer na lista de álbuns mais vendidos da revista Billboard, a Billboard 200.

## Conteúdo
Por décadas, a gravadora não relançou os álbuns no formato CD, apesar da maioria das canções terem aparecido em um número substancial de coletâneas lançadas ao longo dos anos. The Complete Capitol Collection reúne os três álbuns na integra, com sua lista de faixas na ordem na qual os álbuns foram lançados originalmente.
Ao todo, são 55 músicas que integram o CD duplo, todas remasterizadas em 24 bits. Foram inclusas faixas lançadas apenas como single, na época que só podiam ser adquiridas pelo público através de compacto simples.
Em entrevista, o produtor da compilação, Scott Schechter, revelou: "O uso das fitas originais da sessão eliminou um nível inteiro de reverberação adicionada que era ouvida nos LPs originais, e, como resultado, tem um som muito mais limpo, mais quente e mais brilhante, com muito mais presença na voz de Liza, como deveria ser. Ela soa como se estivesse na mesma sala, cantando diretamente para você. Você consegue ouvir tudo melhor do que nunca. É como ouvir as músicas pela primeira vez e [ter] uma experiência completamente nova de audição".

## Recepção crítica
| Críticas profissionais | Críticas profissionais |
| Avaliações da crítica  | Avaliações da crítica  |
| Fonte                  | Avaliação              |
| ---------------------- | ---------------------- |
| AllMusic               | [ 12 ]                 |
| Playbill               | Favorável              |

As resenhas dos críticos especializados em música foram favoráveis.
William Ruhlmann, do site AllMusic, avaliou com quatro estrelas e meia de cinco, e escreveu que todos "os talentos [de Liza Minnelli] estão em exibição nessas primeiras gravações, que serão bem recebidas por seus fãs".
Ben Rimalower, da revista Playbill, escreveu que "embora essas gravações mostrem uma Minnelli imatura, ainda um tanto insegura de como se expressar de forma mais artística na canção, o coração puro e a garganta são inegáveis".

## Desempenho comercial
Comercialmente, falhou em aparecer na parada Billboard 200.

## Lista de faixas
- Créditos adaptados do encarte do CD The Complete Capitol Collection, de 2006.[15]

| Disc 1 |                                                  |                                                    |                |         |  |
| N.º    | Título                                           | Compositor(es)                                     | Álbum          | Duração |  |
| 1.     | "It's Just a Matter of Time"                     | Richard Everitt, Laurence Stith                    | Liza! Liza!    | 3:06    |  |
| 2.     | "If I Were in Your Shoes"                        | John Kander, Fred Ebb                              | Liza! Liza!    | 3:22    |  |
| 3.     | "Meantime"                                       | Al Stillman, Robert Allen                          | Liza! Liza!    | 3:37    |  |
| 4.     | "Try to Remember"                                | Harvey Schmidt, Tom Jones                          | Liza! Liza!    | 4:20    |  |
| 5.     | "I'm All I've Got"                               | Milton Schafer, Ronny Graham                       | Liza! Liza!    | 1:55    |  |
| 6.     | "Maybe Soon"                                     | Richard Everitt, Laurence Stith                    | Liza! Liza!    | 3:17    |  |
| 7.     | "Maybe This Time"                                | John Kander, Fred Ebb                              | Liza! Liza!    | 3:30    |  |
| 8.     | "Don't Ever Leave Me"                            | Jerome Kern, Oscar Hammerstein II                  | Liza! Liza!    | 2:40    |  |
| 9.     | "The Travelin' Life"                             | Howard Liebling, Marvin Hamlisch                   | Liza! Liza!    | 2:52    |  |
| 10.    | "Together (Wherever We Go)"                      | Stephen Sondheim, Jule Styne                       | Liza! Liza!    | 3:45    |  |
| 11.    | "Blue Moon"                                      | Richard Rodgers, Lorenz Hart                       | Liza! Liza!    | 2:03    |  |
| 12.    | "I Knew Him When"                                | Harold Arlen, E.Y. "Yip" Harburg, Ira Gershwin     | Liza! Liza!    | 2:45    |  |
| 13.    | "Wait Till You See Him"                          | Richard Rodgers, Lorenz Hart                       | It Amazes Me   | 2:48    |  |
| 14.    | "My Shining Hour"                                | Johnny Mercer, Harold Arlen                        | It Amazes Me   | 3:23    |  |
| 15.    | "I Like The Likes Of You"                        | Vernon Duke, Yip Harburg                           | It Amazes Me   | 2:17    |  |
| 16.    | "It Amazes Me"                                   | Cy Coleman, Carolyn Leigh                          | It Amazes Me   | 3:10    |  |
| 17.    | "Looking At You"                                 | Cole Porter                                        | It Amazes Me   | 2:41    |  |
| 18.    | "I Have Never Seen Snow"                         | Arlen                                              | It Amazes Me   | 4:52    |  |
| 19.    | "Plenty Of Time"                                 | Kander, Ebb                                        | It Amazes Me   | 4:18    |  |
| 20.    | "For Every Man There's A Woman"                  | Arlen, Leo Robin                                   | It Amazes Me   | 2:41    |  |
| 21.    | "Lorelei"                                        | George Gershwin, Ira Gershwin                      | It Amazes Me   | 2:35    |  |
| 22.    | "Shouldn't There Be Lightning?"                  | Alexander, Goldenberg                              | It Amazes Me   | 3:08    |  |
| 23.    | "Nobody Knows You When You're Down And Out"      | Jimmy Cox                                          | It Amazes Me   | 2:50    |  |
| 24.    | "Walk Right In / How Come You Do Me Like You Do" | Hosea Woods, Gus Cannon / Gene Austin, Roy Bergere | It Amazes Me   | 3:02    |  |
| 25.    | "Imprevu"                                        | L. Geraci, Johnny Richards                         | Single Release | 3:02    |  |

| Disc 2 |                                     |                                                    |                 |         |  |
| N.º    | Título                              | Compositor(es)                                     | Álbum           | Duração |  |
| 1.     | "There Is a Time (Le Temps)"        | Lees, Charles Aznavour, Davis                      | There Is A Time | 2:22    |  |
| 2.     | "I (Who Have Nothing)"              | Jerry Leiber and Mike Stoller, Mogol, Carlo Donida | There Is A Time | 2:41    |  |
| 3.     | "M'Lord"                            | Marguerite Monnot, Yussef Mustacchi                | There Is A Time | 2:27    |  |
| 4.     | "Watch What Happens"                | Demy, Gimbel, Michel Legrand                       | There Is A Time | 2:41    |  |
| 5.     | "One of Those Songs"                | Calvi, Holt                                        | There Is A Time | 1:58    |  |
| 6.     | "Days of the Waltz"                 | Jacques Brel, Holt                                 | There Is A Time | 4:19    |  |
| 7.     | "Ay Marieke"                        | Jacques Brel, Jouannest                            | There Is A Time | 2:36    |  |
| 8.     | "Love at Last You Have Found Me"    | Charles Aznavour, Worth                            | There Is A Time | 2:38    |  |
| 9.     | "I'll Build A Stairway to Paradise" | Buddy DeSylva, George Gershwin, Ira Gershwin       | There Is A Time | 2:08    |  |
| 10.    | "See the Old Man"                   | John Kander, Fred Ebb                              | There Is A Time | 1:22    |  |
| 11.    | "The Parisians"                     | Alan Jay Lerner, Frederick Loewe                   | There Is A Time | 2:01    |  |
| 12.    | "One Summer Love"                   | Larry Stith, Richard Everitt                       | Single Release  | 2:16    |  |
| 13.    | "How Much Will I Love You?"         | Livingston, Evans                                  | Single Release  | 2:34    |  |
| 14.    | "Day Dreaming"                      | Bob Hilliard, Mort Garson                          | Single Release  | 2:35    |  |
| 15.    | "His Woman"                         | Bob Hilliard, Mort Garson                          | Single Release  | 2:35    |  |
| 16.    | "My Little Corner Of The World"     | Lee Pockriss, Bob Hilliard                         | Single Release  | 2:14    |  |
| 17.    | "We'll Be Together"                 | M. Garson, B. Hilliard                             | Single Release  | 2:33    |  |
| 18.    | "A Quiet Thing"                     | F. Ebb, J. Kander                                  | Single Release  | 2:41    |  |
| 19.    | "All I Need"                        | F. Ebb, J. Kander                                  | Single Release  | 2:42    |  |
| 20.    | "Sing Happy"                        | F. Ebb, J. Kander                                  | Single Release  | 3:19    |  |
| 21.    | "Dear Love"                         | F. Ebb, J. Kander                                  | Single Release  | 2:42    |  |
| 22.    | "I'm Not Laughing"                  | B. Crewe, R. Bondi                                 | Single Release  | 2:50    |  |
| 23.    | "Did I Hurt Your Feelings?"         | Bob Crewe                                          | Single Release  | 3:07    |  |
| 24.    | "The Many Faces Of Love"            | Mort Shuman, Doc Pomus                             | Single Release  | 2:17    |  |
| 25.    | "At My Age"                         | F. Ebb, J. Kander                                  | Single Release  | 3:08    |  |
| 26.    | "Middle Of The Street"              | Christopher Allen, Richard Everitt, Peter Allen    | Single Release  | 2:16    |  |
| 27.    | "Everybody Loves My Baby"           | Spencer Williams, Jack Palmer                      | Single Release  | 2:07    |  |
| 28.    | "Marriage Is For Old Folks"         | L. Carr, E. Shuman                                 | Single Release  | 3:11    |  |
| 29.    | "Come On And Baby Me"               | Sam M. Lewis, Meyer, Young                         | Single Release  | 2:03    |  |
| 30.    | "Say Liza" (Liza With A "Z")        | F. Ebb, J. Kander                                  | Single Release  | 3:41    |  |